# Heggnal, Jevargi
Heggnal là một làng thuộc tehsil Jevargi, huyện Gulbarga, bang Karnataka, Ấn Độ.